# 김하늘 (피겨스케이팅 선수)
김하늘(2002년 4월 11일~)은 대한민국의 피겨 스케이팅 선수이다.

## 학력
- 호성초등학교(졸업)
- 평촌중학교(졸업)
- 수리고등학교(졸업)
- 고려대학교